# مسجد كيفلي (إسطنبول)
مسجد كيفلي (بالتركية: Kefevi Camii أو Kefevi Mescidi أو Kefeli Camii) أي "مسجد الكافايين"، نسبةً إلى سكان مدينة كافا في القرم. هو مسجد يقع في إسطنبول بمنطقة الفاتح. كان كنيسة أرثوذكسية سابقة، إلا أن تاريخ تكريسها ككنيسة أرثوذكسية غير معروف. شارك في رعايتها لاحقًا الروم الكاثوليك والأرمن، ثم حوّلها العثمانيون إلى مسجد.

## التاريخ
يبدأ التاريخ الموثق للمبنى الحالي في عام 1475، بعد وقت قصير من فتح القسطنطينية، عندما غزا العثمانيون مستعمرة كافا الجنوية في القرم. ثم تم ترحيل جميع السكان اللاتينيين واليونانيين واليهود الذين عاشوا في كافا إلى إسطنبول، ونقلوا إلى هذا الحي. سُمح للاتينيين، ومعظمهم من جنوة، باستخدام هذا المبنى ككنيسة مع الأرمن. في 1630، في عهد مراد الرابع، حُوِّلت الكنيسة إلى مسجد صغير على يد الوزير طوبال رجب باشا. عُرف المسجد في البداية باسم "كيف محلة"، ثم باسم "كيفلي مسجد". في المقابل، حصل الأرمن على كنيسة يونانية في حي بلاط.